# Johan Burchard von Münnich
Johan Burchard von Münnich (6. januar 1728 i Elsfleth i Grevskabet Oldenburg – 25. februar 1815) var en dansk officer.
Han var søn af «Oberteichaufseher» Johann Rudolph von Münnich. Ved farbroderens, den russiske feltmarskal Burchard Christoph von Münnichs, hjælp begyndte Münnich at studere, men da onklen var faldet i unåde, svigtede hjælpen, og Münnich. blev nødt til 1748 at indtræde som underofficer i Jyske Infanteriregiment, Han blev 1750 sekondløjtnant i Dronningens Livregiment, var flere år på hvervning, udnævntes 1759 til premierløjtnant og 1765 til kaptajn imod at betale sin formands og en afdød oberstløjtnants gæld til Krigshospitalskassen samt at udrede en pension. Münnich blev major 1782, oberstløjtnant 1791, oberst 1802, generalmajor samt chef for Oldenborgske Infanteriregiment 1804 og generalløjtnant 1814. I 1805 og 1806 deltog han i troppesamlingerne i Holsten. I 1813 var han kommandant i Rendsborg, og som sådan optrådte han trods sine 85 år med stor kraft og energi, da han 2. december fik Frederik af Hessens ordre til at sætte fæstningen i forsvarsstand. Da Auxiliærkorpset efter den glimrende kamp ved Sehested (10. december) var rykket ind i fæstningen, trådte Münnich tilbage som brigadechef. Død 25. februar 1815.
Gift 1761 med Sophie Frederikke Abercron (25. februar 1742 - 10. november 1775). Hans søn Carl Ditlev Andreas Münnich (1773-1845) og dennes søn Rudolph Leopold Münnich (1802-1881) var begge officerer og forfattere; sidstnævnte deltog med hæder i Treårskrigen og mistede et ben ved Isted.